# Йоахим Ревентлов
Йоахим Ревентлов (на немски: Joachim von Reventlow; * пр. 1450; † 1519) е благородник от род фон Ревентлов от Шлезвиг-Холщайн, господар в Риксдорф и Грам, Толгте Стенсгард в Дания, амтман на Фленсбург.
Той е син на Дитлев Ревентлов († пр. 1475) и съпругата му София Якимсдатер Бьорн, дъщеря на Яким Бьорнсен († 1449) и Маргарета Андерсдатер Хвиде († ок. 1449). Сестра му Гезе (Илзе) Ревентлов (* ок. 1440) е омъжена ок. 1480 г. за Петер фон Алефелдт († 1483).

## Фамилия
Йоахим Ревентлов се жени за Абел фон Бухвалд († сл. 1519), дъщеря на Дитлев Бухвалд († ок. 1487) и съпругата му Магдалена Хумерсбютел († 1501). Те имат децата:
- Детлев фон Ревентлов (* ок. 1485; † 12 май 1536 в Любек), първият евангелски епископ на Любек (1535 – 1536)
- Иван/Ивен Ревентлов (* пр. 1495; † ок. 25 октомври 1569), господар на Риксдорф, маршал, кралски датски съветник, женен I. 1518 г. за Анна фон Алефелдт-Пронсторф (* 27 април 1488; † ок. 1530), II. за Анна Отосдатер фон Бухвалд († 1546), III. за Маргрета Отосдатер Рантцау († 1550); има общо две дъщери и два сина
- Анна фон Ревентлов († пр. 1556), омъжена пр. 1534 г. за Клаус фон дер Виш (* ок. 1500; † 1559)
- Зиверт Ревентлов (* ок. 1500, Риксдорф; † сл. 1575, Кил), господар на Гненинген, амтман на Щайнбург, провост в Преетц, женен за Маргрета Погвиш (* пр. 1469; † пр. 1500); имат дъщеря
- Йохан Ревентлов (* пр. 1523; † 1563), господар на Грам и Товсков, женен за Биргита Линденов (* 26 декември 1583; † 29 ноември 1648), имат де дъщери